# Bakkafjörður (fiordo)
Bakkafjörður è un fiordo situato nel settore nordorientale dell'Islanda.

## Descrizione
Bakkafjörður è la più orientale delle tre diramazioni in cui si suddivide la baia di Bakkaflói. Le altre due sono  Finnafjörður e Miðfjörður, entrambe poste a ovest. Dal punto di vista amministrativo fa parte della contea di Norður-Múlasýsla. È delimitato a ovest dal promontorio di Digranes.
Da un punto di vista geografico è assimilabile a una baia più che a un fiordo vero e proprio. Ha una larghezza di 5 km e penetra per 3 km nell'entroterra.
Sulla sua sponda orientale si trova il villaggio omonimo, Bakkafjörður.

## Vie di comunicazione
Il fiordo è raggiungibile tramite la strada S85 Norðausturvegur, che si dirama dalla Hringvegur, la grande strada statale ad anello che contorna l'intera isola. La S85 corre lungo la sponda meridionale e occidentale, ma in questo tratto non è ancora completamente asfaltata. La strada prosegue verso sud attraverso l'altopiano di Sandvíkurheiði fino a raggiungere il fiordo Vopnafjörður.